# Сијенега Ларга (Отаез)
Сијенега Ларга (шп. Ciénega Larga) насеље је у Мексику у савезној држави Дуранго у општини Отаез. Насеље се налази на надморској висини од 2470 м.

## Становништво
Према подацима из 2005. године у насељу су живела 4 становника.

### Хронологија
| Година       | 2000 | 2005 |
| ------------ | ---- | ---- |
| Становништво | 7    | 4    |

### Попис
| # | Индикатор                        | Вредност |
| - | -------------------------------- | -------- |
| 1 | Укупно појединачних домаћинстава | 1        |